# David Otter
David Immanuel Otter (* 13. Dezember 1991 in Radstadt) ist ein österreichischer Fußballspieler.

## Karriere
Otter begann seine Karriere beim ATV Irdning, wo er 1998 mit dem Fußballspielen begann. 2006 wechselte er in die Jugendabteilung der Kapfenberger SV, in der er bis 2008 aktiv war (zuletzt in der U-17). Danach kam er für die Drittmannschaft der Kapfenberger, den ASC Rapid Kapfenberg zum Einsatz und schaffte 2010 den Sprung in die KSV-Amateurmannschaft. Nach guten Leistungen in der zweiten Mannschaft wurde er von Trainer Thomas von Heesen in die erste Mannschaft geholt.
Sein Debüt in der höchsten österreichischen Spielklasse gab Otter am 17. Mai 2012 gegen die SV Mattersburg, wo er in der 86. Minute für Stefan Erkinger ausgewechselt wurde. In der ersten Halbzeit bekam er eine gelbe Karte wegen eines Fouls. Das Auswärtsspiel im Pappelstadion wurde 0:2 verloren und die Kapfenberger stiegen ab.
2014 wechselte er zum viertklassigen SV Lebring. Nach einer Saison für den Verein schloss er sich 2015 dem Regionalligisten SC Kalsdorf an. Für die Kalsdorfer absolvierte er über 50 Regionalligapartien. 2017 wechselte er zu TuS Bad Gleichenberg.
Zur Saison 2018/19 wechselte er zum Zweitligisten SC Austria Lustenau, bei dem er einen bis Juni 2019 laufenden Vertrag erhielt. Nach der Saison 2018/19 verließ er Lustenau und wechselte zum Ligakonkurrenten SV Lafnitz. Für Lafnitz kam er zu 23 Einsätzen in der 2. Liga. Nach der Saison 2019/20 verließ er den Verein wieder.
Nach einem halben Jahr ohne Verein kehrte Otter im Februar 2021 nach Bad Gleichenberg zurück. Für Bad Gleichenberg kam er zu 25 Regionalligaeinsätzen. Zur Saison 2022/23 schloss er sich dem fünftklassigen SV Tillmitsch an.